# 依田和夫 (都市計画家)
依田 和夫（よだ かずお、1933年（昭和8年）9月24日-2001年（平成13年）6月27日）は、日本の都市計画家。建設省などでプロジェクト指向の行政プランナーとして知られる。また慶応義塾大学教授として後進の育成にもあたる。日本都市計画学会名誉会員。学会会長、公益財団法人区画整理促進機構理事長も歴任。神奈川県鎌倉町生まれ。

## 経歴と人物
1952（昭和27）年3月神奈川県立湘南高等学校を卒業。同期生には石原慎太郎がおり、都知事時代、自身が亡くなる2カ月前に東京の震災復興計画が依頼されている。
大学の同級生で慶應時代は同僚であった伊藤滋は依田について「スマートな東京っ子の雰囲気にあふれていた。そして人を包みこむ品の良さを持っていた。」
「依田さんが住都公団に建設省から出向していた昭和50年代は,住都公団の最盛期であった。ここで,依田さんの都市計画家としての活動は大きく花を開いた。筑波研究学園都市, MM21等,当時の日本を代表する大規模開発はすべて依田さんの構想力と調整力によって可能になった。この時代の依田さんの業績を振り返ると、依田さんは本当のアーバンデザイナーであったと実感する。」「依田さんは普通の役人にはない発想の豊かさがあった。同時に、その発想を実現の社会に着地させるなみなみならぬ行政的手腕を備えていた。」という。
1957（昭和32）年に東京大学工学部土木工学科を卒業後、建設省に入省、都市局を中心に勤務。そして在職中も八十島義之助が主催し鈴木忠義が幹事役となって昭和33年頃から5年程東京大学土木工学科の会議室で月一回位開かれた交通想話会など学術的な勉強会にも参加。交通計画という断新な学問がそこで語られた。緊急の研究課題は“交通計画”を学問の世界から行政分野に押し進め、実体化することで、パーソントリップやモーダルスプリットといった技術用語が若い研究者の間に飛びかう世界を行政面で “大都市間交通計画”として制度化。この 業績は、20世紀後半に都市計画技術が現代化でき た一番大きな動機と化した。
昭和41年8月より1年間ロンドン大学インペリアルカレッジで都市交通計画の研究を行い、帰国後広島都市圏のパーソントリップ調査や、同時に第1回東京都市圏パーソントリップ調査に活躍。その後都市計画法の大改訂に参画、現在の都市施設のあり方の基礎づくりをする。また多くの都市計画調査に参加、地方の計画行政者の水準の向上にも努める。
昭和51年に日本住宅公団に移籍、大規模ニュータウン事業に参画、特にみなとみらい21事業についてはその立ち上げから現在まで一貫して主導的に動き、ライフワークとして、　また筑波研究学園都市については担当在任2年間で、各種都市施設の基本計画を立案実行し、都市施設の基礎を仕上げた。以降昭和60年の科学技術博覧会にむけた土浦高架道路の建設にも尽力。
昭和53年から建設省に戻り、都市交通調査室で街路事業調査の体系を確立。
また国際協力にも参加。
区画整理課長時代には事業を促進するための各種事業制度の改善にも尽力。昭和57年に街路課長に就任すると区画整理課時代から引き続いて沿道区画整理型街路事業制度を新設、幹線道路沿線で発生する環境問題を沿道土地利用の更新を同時に考慮できる方式の適用の促進を図る。この時期京都の山陰本線連続立体高架事業などや、また20年来懸案となっていた北海道小樽臨港線事業について担当課長として事業費の重点投入の他、アーバンデザイナーとして周囲の環境にマッチした道路を完成させ、現在の小樽の活性化の基礎を築く。
昭和60年には大臣官房技術審議官となり、多くの後進の水準向上に努める傍ら、昭和56年から平成5年まで東京大学で、また昭和57年から59年まで東京工業大学で非常勤講師を勤め、教育にも傾注。昭和63年6月には東京大学より工学博士を授与。また日本都市計画学会より学会賞が授与される。
昭和62年10月に住宅・都市整備公団理事に就任。宅地開発事業全体を監督するとともに、MM21事業促進にも一役買っている。
平成4年からは財団法人計量計画研究所の常任顧問。平成6年4月よりは慶應義塾大学SFCの環境情報学部の教授として、学生の育成指導に当たる。平成7年には日本都市計画学会会長に就任、特に学会の財政基盤の強化に努めた。都市計画協会や昭和63年より日本交通計画協会の副会長にも就任。平成10年から同会の運営にも参加。
1968年頃の建設省都市局都市計画課課長補佐時代に、飛鳥田一雄横浜市長から首都高速道路横羽線計画の高島町～新山下に関して関内周辺の地下化を要求された。交渉により、半地下形式で緑の軸線(山下公園～日本大通～横浜公園～大通り公園～蒔田公園のグリーンベルト構想)と両立できる道路が1978年3月7日使用開始された。依田は建設省技術審議官時代に「公平な取り扱いをするのが行政の大原則。戦後の影を引きずっている時代に、私たちも理想と現実の違いに悩まされました。何しろ日本橋の上にも高速道路を通したんですからね。量から質への転換が始まったのはオイルショック後ですから、飛鳥田市政は5年から10年先を展望する目を持っていたといえます。私もその後、街路課長として小樽運河を舞台に『誇れる街づくり』に取り組み、今(1986年)は京都市街を走る山陰線の立体交差問題に頭を痛めています。古都の景観を守るためこちらは地下化を主張したのですが、京都市は財政難を理由に高架を譲りません。それならそれで、後世の批判は必至ですから、それに対する弁明書を書くつもりでデザインの質を高めるようお願いしました。(横浜市の地下化要求から)20年たって立場が逆転したわけです」と証言した。

## 著書
- 都心改創の構図―東京業務地区再生の論理  鹿島出版会 1999
- 都市圏 発展の構図―都市の競合・成長と交通インフラの役割 鹿島出版会 1991
- 交通工学ハンドブック - 交通工学研究会（共著）
- 駅前広場・駐車場とターミナル （交通工学実務双書）技術書院（編著）1986